# Leslie Clio
Leslie Clio (Amburgo, 16 agosto 1986) è una cantautrice e produttrice discografica tedesca.

## Biografia
Nel 2013 Leslie Clio ha pubblicato il suo primo album in studio Gladys, grazie al quale ha ottenuto un contratto discografico con la Universal Music e che si è posizionato all'11ª posizione nella classifica degli album tedesca. È stato promosso dai singoli Told You So e I Couldn't Care Less, che hanno raggiunto rispettivamente la 41ª e la 25ª posizione in Germania e che sono inoltre entrati nelle classifiche austriaca e svizzera. Il disco le è valso una candidatura ai premi Echo nella categoria Migliore artista femminile nazionale. Nel 2015 ha partecipato all'Eurovision Song Contest 2015 in veste di giudice. Il secondo disco, intitolato Eureka, è uscito nella primavera del medesimo anno e si è classificato in 13ª posizione in madrepatria; il singolo My Heart Ain't That Broken ha invece raggiunto la 57ª posizione. A maggio 2017 è stato pubblicato il terzo disco Purple, che ha raggiunto la 41ª posizione in Germania e la 67ª in Svizzera.

## Discografia

### Album in studio
- 2013 – Gladys
- 2015 - Eureka
- 2017 – Purple

### Singoli
- 2012 – Told You So
- 2013 – I Couldn't Care Less
- 2013 – Twist the Knife
- 2015 – My Heart Ain't That Broken
- 2015 – Eureka
- 2017 – And I'm Leaving
- 2018 – Rumours
- 2019 – The Clapping Song